# Retief Goosen
Retief Goosen (Polokwane, 3 de febrero de 1969) es un golfista sudafricano, ganador en dos ocasiones del US Open y gran variedad de torneos menores, dentro del PGA Tour. La mayor parte de las veces ha figurado entre los 10 primeros del escalafón mundial de golfistas, junto a Tiger Woods y Vijay Singh, entre otros.